# Lucky Star (chanson de Madonna)
Pour les articles homonymes, voir Lucky Star.
Vous lisez un « bon article » labellisé en 2010.  Il fait partie d'un « bon thème ».
Singles de Madonna
Holiday
(1983) Borderline
(1984)
Pistes de Madonna
Borderline
(2)
Lucky Star est le quatrième single de la chanteuse américaine Madonna, il apparaît sur l'album du même nom en 1983. La chanson sort le 9 septembre 1983 chez Sire Records. Elle apparaît également dans les compilations The Immaculate Collection sortie en 1990 et Celebration sortie en 2009. Lucky Star est écrite par Madonna et produite par Reggie Lucas. Toutefois, Madonna n'est pas enchantée par la version de Lucas et décide de faire appel à son petit ami de l'époque, John Benitez afin de remixer la piste selon ses idées. Lucky Star est une piste de rythme dance modéré de 108 battements par minute qui combine les rythmes lourds des percussions avec les sons d'une guitare jouant des longs riffs. Les paroles associent le corps masculin aux étoiles célestes.
Les critiques font l'éloge de la chanson, affirmant que le début de cette musique dance est entraînant. Lucky Star devient la première chanson de Madonna à entrer dans le top 5 du Billboard Hot 100 en atteignant la quatrième position et à y rester durant quinze semaines consécutives. Lucky Star est l'une des premières chansons de Madonna à se placer dans le top 5 du classement Billboard Hot Club/Dance en atteignant la première place et détrônant son précédent single Holiday qui se retrouve en seconde position. 
Le clip vidéo montre Madonna en train de danser devant un fond blanc, accompagnée de ses danseurs. Après la sortie du clip, le style et les manières de Madonna deviennent une mode parmi la jeune génération. Sally Banes note que dans la vidéo, Madonna présente une image d'elle-même narcissique et un personnage ambigu. Elle se rapporte elle-même comme la bonne étoile contrairement aux paroles de la chanson. Madonna interprète ce titre dans de nombreuses représentations scéniques et tournées, plus récemment lors du Confessions Tour en 2006. Elle est également reprise par de nombreux artistes.

## Genèse

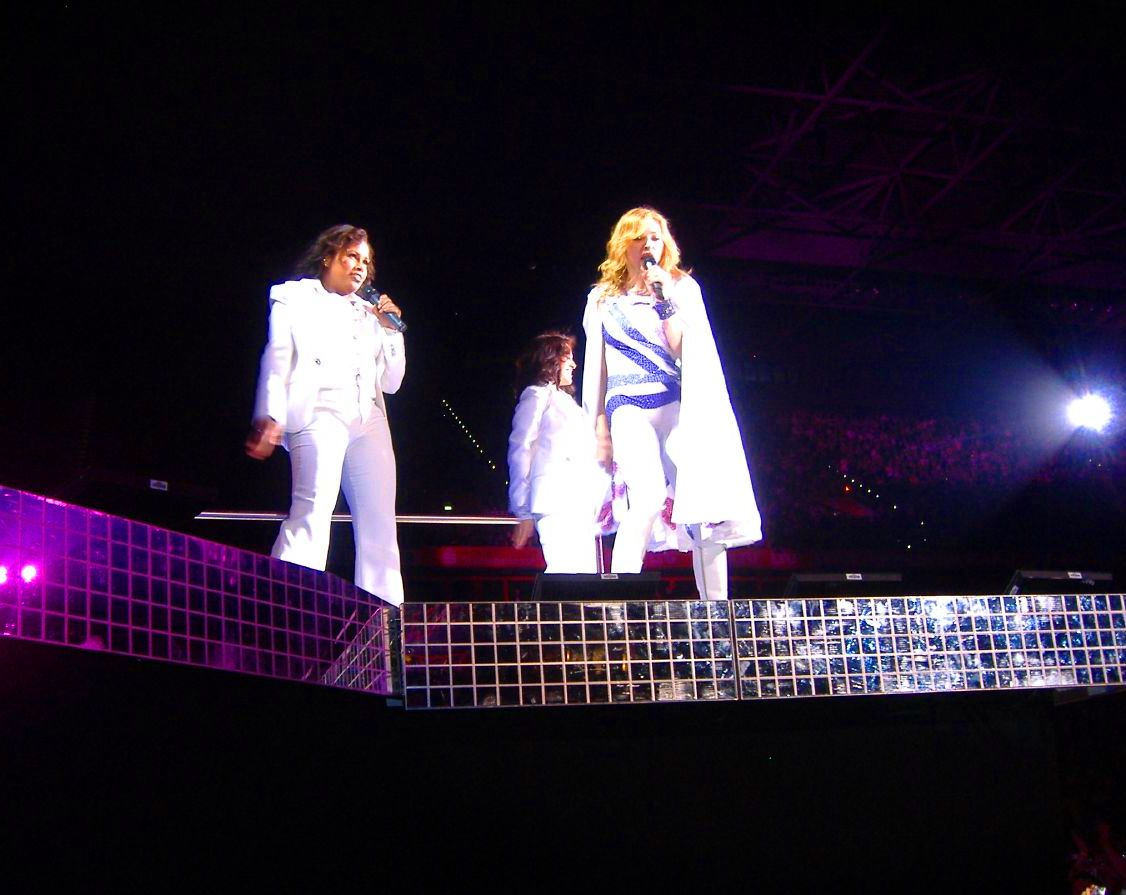
Madonna interprétant Lucky Star lors du Confessions Tour

En 1983, Madonna enregistre son premier album studio avec son producteur Reggie Lucas de Warner Music et son petit ami John Benitez cependant elle n'a pas suffisamment de moyens pour produire un album LP entier. Lucas produit plusieurs chansons de l'album comme Borderline, Burning Up, Physical Attraction, I Know It, Think of Me et enfin Lucky Star. La chanson est écrite par Madonna et le DJ Mark Kamins lui promet de jouer le titre au Danceteria, la discothèque où il travaille. Cependant, Madonna se sert plutôt de la piste pour son premier album et prévoit de l'appeler Lucky Star. Elle estime que Lucky Star et Borderline sont deux chansons parfaites pour son album mais des problèmes surviennent après l'enregistrement de la chanson. Madonna est mécontente de la façon dont la chanson est produite car selon elle, Lucas utilise trop d'instruments et ne prend pas en compte ses idées. Cela entraîne un désaccord entre eux deux et après la production de l'album, Lucas abandonne le projet sans avoir modifié les chansons selon les spécifications de Madonna. Ainsi, elle demande à Benitez de remixer Lucky Star et Borderline ainsi que d'autres pistes enregistrées. Dans une interview, Benitez revient sur les enregistrements et raconte : « Elle n'était pas satisfaite de cette satanée affaire, alors je suis venu ajouter de la mélodie pour de nombreuses chansons, en ajoutant de la guitare dans Lucky Star, quelques voix et un peu de magie. [...] Je voulais juste faire le meilleur de ce que je pouvais faire pour elle. Quand nous avons réécouté Holiday et Lucky Star, on pouvait remarquer qu'elle était étonnée de voir comme tout cela sonnait bien. On voulait l'aider, vous savez ? Elle aurait bien pu être une garce, du moment où vous étiez dans l'entente avec elle, c'était vraiment bien, très créatif ». Lucky Star devait au départ être le troisième single de l'album, mais à la suite du succès de Holiday aux États-Unis, c'est ce dernier qui est désigné et Lucky Star sort deux mois plus tard en tant que quatrième single de l'album Madonna.

## Description musicale
Étant une piste à rythme modéré, la chanson commence par le son d'un synthétiseur qui est suivi de lourds battements d'une batterie électronique et de sons ressemblants à des applaudissements. Une guitare joue des riffs aigus et un synthétiseur produit un son ressemblant à une sorte de pétillement pour accompagner le son de la guitare. La chanson tourne autour des paroles « Starlight, starbright » qui forment un hook de plus d'une minute avant de continuer sur le refrain. Selon Rikky Rooksby, auteur du livre The Complete Guide to the Music of Madonna, les paroles se répètent et sont niaises, elles tournent autour d'une ambiguïté transparente des étoiles en y associant le personnage masculin qui est représenté comme un corps divin dans le ciel. La première fois, Lucky Star a juste l'air d'être une chanson légère, mais elle est carrément minimaliste après une écoute plus attentive. La chanson se situe dans une signature rythmique 4/4 avec un tempo de 108 battements par minute ainsi que dans une tonalité de sol majeur avec la voix de Madonna allant de sol 3 à fa  5.

## Accueil

### Critiques de la presse
Pour J. Randy Taraborrelli, auteur d'une biographie de Madonna, Lucky Star est « agréable, dansante mais peu marquante ». Cependant, il loue son ingéniosité qui vient de sa simplicité et de sa nature dance music. Selon Rikky Rooksby, Madonna a une voix « mignonnette » qu'il compare avec celle de la chanteuse Cyndi Lauper. Simon Gage, auteur du livre Queer, note que la chanson est un « titre disco joyeux ».  Le ténor anglais John Potter, explique dans son livre The Cambridge companion to singing, que Lucky Star a des influences soul et disco mais critique la réverbération et le dédoublement de voix qui, selon lui, « dépersonnalise » la chanson. Pour Sal Cinquemani de Slant Magazine, la piste a « sans le savoir, préfacé une récente incursion dans le monde de la pop électronique ». Bill Lamb du site About.com, décrit la chanson, avec Holiday et Borderline, comme étant l'état de l'art de la dance-pop. Sur un article concernant la compilation The Immaculate Collection, datant de 1990, David Browne de Entertainment Weekly fait l'éloge de la version remixée de la chanson. Dans sa critique sur la même compilation, le critique Robert Christgau qualifie Lucky Star comme étant « bénie » tandis que Stephen Thomas Erlewine de AllMusic trouve la piste trépidante.

### Succès commercial
Lucky Star est le premier top 5 de Madonna dans le classement Billboard Hot 100. Elle y entre à la 49e position dans la semaine du 25 août 1984 et atteint la quatrième place puis reste dix-huit semaines dans le hit-parade. La chanson est également entrée dans d'autres hit-parades du Billboard tels que le Hot R&B/Hip-Hop Songs et le Hot Adult Contemporary en arrivant respectivement aux 42e et 19e places. Avant même sa sortie, la chanson est déjà au sommet du Hot Dance Music/Club Play aux côtés de Holiday. À la fin de l'année 1984, elle termine à la 66e position du classement annuel du Billboard. Au Canada, elle entre à la 89e place du classement RPM et grimpe jusqu'à la huitième position en novembre 1984. Elle demeure au total dix-neuf semaines dans le classement canadien. Elle termine 72e du classement RPM de l'année 1984.
Au Royaume-Uni, Lucky Star sort en mars 1984. Le titre entre dans le UK Singles Chart à la 47e position et atteint la quatorzième place après trois semaines de présence. Au total, elle y reste neuf semaines. Selon l'Official Charts Company, la chanson s'est vendue à 117 470 exemplaires au Royaume-Uni en août 2008. En Irlande, la chanson atteint la 19e place dans le Irish Official Charts. En Australie, elle arrive dans le top 40 du Kent Music Report et atteint la 36e place. La chanson n'entre pas dans les hit-parades de France et d'Allemagne mais approche la 29e place dans le classement européen et reste à la seconde position pendant deux semaines au Japon.

## Clip vidéo
Le clip de Lucky Star a été réalisé par Arthur Pierson et produit par Glenn Goodwin tandis que Wayne Isham dirige la photographie. Au moment de la sortie de la chanson, le style de Madonna et sa tenue vestimentaire dont les objets les plus connus sont ses colliers et ses boucles d'oreilles en forme de croix, deviennent à la mode parmi les jeunes et ses fans. Madonna dit à ce sujet que porter un rosaire ou une croix est « une sorte d'excentricité intéressante. Je veux dire que tout ce que je fais est à prendre au second degré. D'ailleurs, la croix semble aller avec mon nom ». En réalité elle cherche à se faire une image bien propre d'elle-même, elle s'inspire de plusieurs artistes comme Boy George, David Bowie ou encore Cyndi Lauper, de leurs images qui changent constamment ainsi que leurs personnalités. Madonna réalise l'importance de ses clips et de sa popularité via MTV qui contribue à populariser son image.
Cet effet de mode lancé par Madonna, commence avec le clip de Lucky Star. Dans la vidéo, elle porte une tenue entièrement noire avec des leggings, des bottines et le nombril découvert ainsi que les cheveux emmêlés attachés par un ruban noir. Tout cela est associé à une minijupe noire, des boucles d'oreilles et des bracelets. Erika Belle, une amie de Madonna, est choisie pour décider de sa tenue bien que Mary Cross remarque qu'après tout, Madonna s'habille selon la mode. Arthur Pierson est désigné pour diriger la vidéo. Warner Bros. n'accorde qu'un petit budget à Pierson pour réaliser la vidéo qui est tournée en un après-midi. Elle commence avec un gros plan sur le visage de Madonna qui enlève ses lunettes de soleil. Cette scène fait référence au personnage de Lolita, dans le film de Stanley Kubrick ainsi qu'à Audrey Hepburn dans le film Diamants sur canapé. Puis l'image devient blanche, désignant l'éclat des étoiles, et revient ensuite en couleur. On peut voir Madonna danser sur un fond blanc avec de temps à autre des gros plans sur son regard. Elle est accompagnée du danseur Belle et de son frère Christopher. La vidéo se termine sur le gros plan initial en noir et blanc mais cette fois-ci en sens inverse, Madonna remet ses lunettes de soleil. Ce gros plan entoure le clip de la chanson et fonctionne comme le rideau qui s'ouvre et se referme lors d'une représentation théâtrale.
Dans son livre intitulé Before, between, and beyond: three decades of dance writing, Sally Banes remarque que la vidéo dépeint Madonna comme étant à la fois le sujet et l'objet de la chanson. Elle pense que le fait que Madonna retire ses lunettes de soleil la représente comme une star de cinéma, créant ainsi une caractérisation ambiguë d'elle-même et une personnalité narcissique. Peter Goodwin, auteur du livre Television under the Tories: Broadcasting Policy 1979–1997, note que la vidéo n'est pas narrative mais que Madonna interprète quatre personnages différents dans le clip comme le personnage qui enlève ses lunettes de soleil, la fille break-dancing, la danseuse androgyne et la séductrice. L'association de tous ces éléments montre une Madonna narcissique. L'image du corps de Madonna dansant sur un fond blanc génère la question de savoir si elle s'adresse plutôt à son amant ou alors à elle-même. Selon Goodwin, Madonna se transforme en femme érotique seulement pour son propre plaisir. Le magazine Time observe qu'« elle est sexy mais qu'elle n'a pas besoin d'hommes [...] elle s'en sort très bien toute seule ».

## Interprétations scéniques

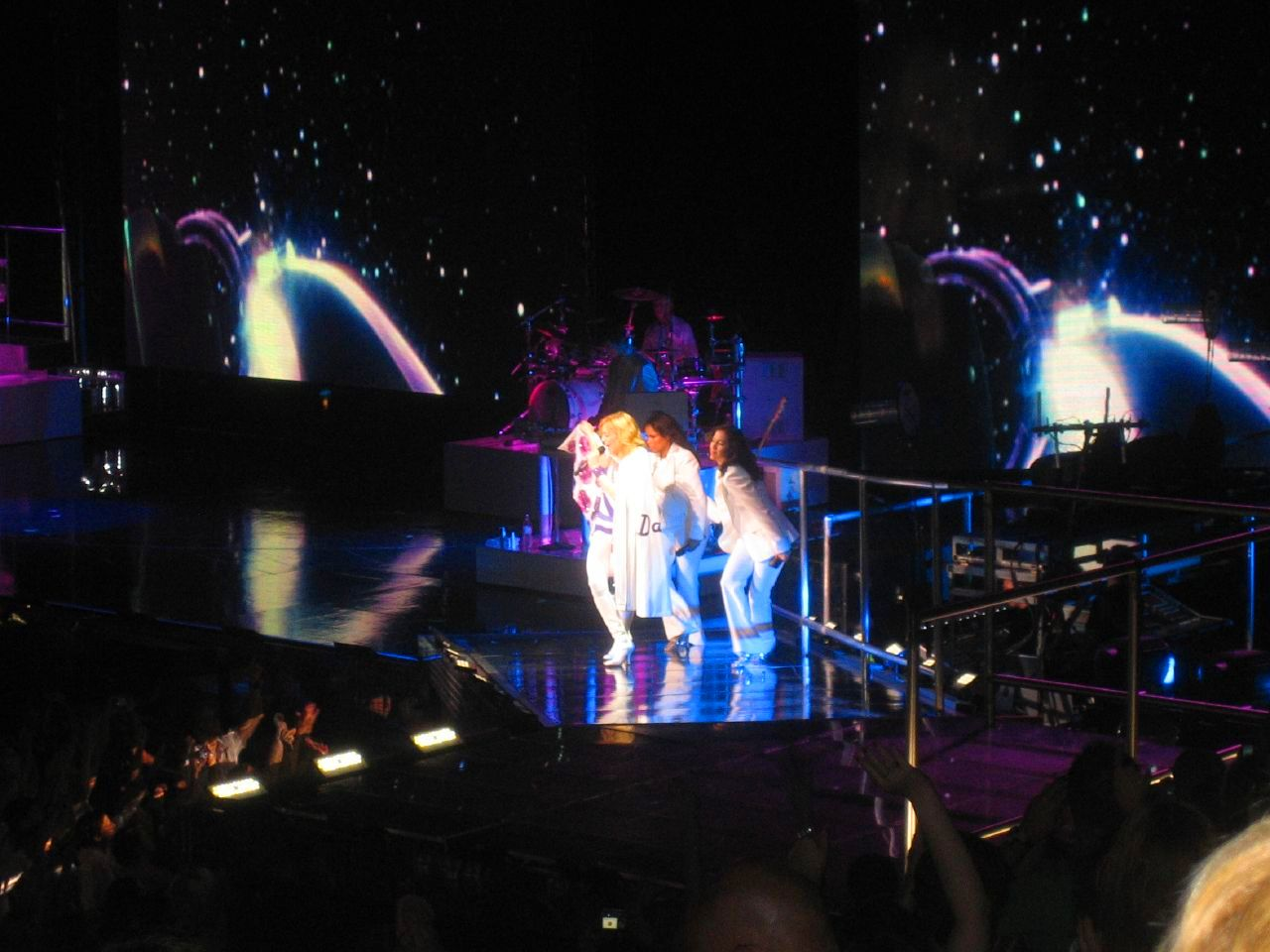
Madonna lors du Confessions Tour, elle interprète Lucky Star dans un justaucorps blanc.

Madonna interprète Lucky Star durant trois de ses tournées, à savoir The Virgin Tour en 1985, Who's That Girl Tour en 1987 et Confessions Tour en 2006. Durant le The Virgin Tour, Madonna porte encore une croix sur sa veste autour de son cou et chante la version originale tout en exhibant son nombril en marchant le long de la scène. La performance figure dans la vidéo Live: The Virgin Tour sortie en 1985. Lors du Who's That Girl Tour, Madonna interprète Lucky Star en deuxième position et elle est habillée comme dans le clip d'Open Your Heart. Une boule à facettes tourne au-dessus d'elle et ses danseurs qui se déplacent autour de façon que la lumière se reflète sur eux comme une étoile. Deux vidéos de cette performance sont visibles dans le Ciao, Italia! – Live from Italy filmé dans le Stadio Communale de Turin, le 4 septembre 1987 et dans le Who's That Girl - Live in Japan filmé dans le Korakuen Stadium de Tokyo le 22 juin 1987.
Dans le Confessions Tour, Lucky Star figure parmi la programmation de la tournée, Madonna l'interprète avec un justaucorps violet et blanc créé par Jean-Paul Gaultier. À la fin de la performance de La Isla Bonita, Madonna se couche contre la scène et ses danseurs viennent l'envelopper d'une cape blanche en criant « Dancing Queen » à l'arrière. Dès que le début de Lucky Star se fait entendre, elle se relève et fait face au public. Puis, les lumières s'éteignent et elle ouvre sa cape qui dévoile des milliers de paillettes. Ensuite, les choristes la rejoignent et ensemble ils se déplacent sur scène et parfois, elle tourne sa cape autour d'elle. Vers la fin de l'interprétation, Madonna demande à son public s'ils veulent en entendre plus. Après leur réponse affirmative, la chanteuse commence le refrain de Hung Up et le fond de la scène change, il affiche des étoiles et des planètes qui étincèlent au milieu de lasers blancs. La musique de la chanson est modernisée en version techno avec des samples de synthétiseurs d'ABBA qui servent au début de Hung Up lorsque l'écran affiche désormais des boules à facettes,. La performance est incluse à la fois dans les versions CD et DVD de The Confessions Tour sorti en 2007. Ed Gonzalez de Slant Magazine compare l'interprétation de Lucky Star à « l'émergence d'un papillon voletant vers le paradis disco durant un remix de la chanson qui fait effectivement un bon son ». Thomas Inskeep du magazine Stylus Magazine pense que l'interprétation est fraîche bien que Christian John Wikane de PopMatters ne soit pas impressionné par la performance. Il estime que chanter une chanson sur une nouvelle progression d'accords est froid et l'assortir avec un sample original d'ABBA ne « correspond pas au paradis bien que les habits moulants de Madonna soit une intertextualisation amusante ».

## Reprises
L'album Virgin Voices: A Tribute To Madonna, Vol. 2 sorti en 2000 comprend une version trip hop de la chanson reprise par Switchblade Symphony. Heather Phares de AllMusic trouve qu'il s'agit de l'un des meilleurs albums du moment. Une version folk est faite par Alexandra Hope, elle figure dans une compilation qui rend hommage à Madonna sortie en 2007 intitulée Through the Wilderness. Katiana reprend la chanson dans une version electro en 2009 et le groupe Deathgirl.com réalise une version hard rock du titre. Les acteurs Chris Colfer et June Squibb de la série Glee reprennent le titre de Madonna lors de l'épisode 19 de la saison 5.
Lucky Star est utilisée dans le film Running on Empty dans la scène où le personnage de River Phoenix est dans un cours de musique. Elle est reprise deux fois dans le film anglais sorti en 2000 intitulé Snatch. La première fois, lorsque le personnage Bullet Tooth Tony se fait tirer dessus à plusieurs reprises dans un flash-back et la deuxième, lorsqu'il attaque un autre homme. En l'entendant, il dit « J'aime cette piste ». Le clip de Lucky Star est référencé en 1994 dans le film Pulp Fiction quand Maria de Medeiros appelle son petit ami (joué par Bruce Willis) en lui disant qu'elle veut un ventre « comme Madonna dans le clip de Lucky Star »,.

## Versions
| - Maxi 45 tours 1. Lucky Star – 3 min 44 2. I Know It – 3 min 47 3. Lucky Star (vidéo) – 3 min 44 - Single 45 tours version Royaume-Uni 1. A. Lucky Star (version intégrale) – 5 min 38 2. B. I Know It – 3 min 47 | - Promo 45 tours américaine 1. A. Lucky Star – 5 min 30 2. B. Holiday – 6 min 08 - Version CD allemande (1995) 1. Lucky Star (U.S. Remix) – 7 min 15 2. I Know It – 3 min 44 |

## Crédits
- Voix principale : Madonna
- Arrangements : Dean Gant
- Synthétiseurs : Dean Gant
- Programmation : Ed Walsh
- Piano électrique et acoustique : Dean Gant
- Guitares : Reggie Lucas, Ira Siegal et Paul Pesco
- Batteries : Reggie Lucas et Leslie Ming
- Saxophone Ténor : Bobby Malach
- Chœurs : Gwen Guthrie, Norma Jean Wright, Madonna, Brenda White et Chrissy Faith
- Paroliers : Madonna et Reggie Lucas
- Producteur : Reggie Lucas
- Remixe : John Jellybean Benitez

Source

## Classements
| Pays        | Meilleure position |
| ----------- | ------------------ |
| Australie   | 36                 |
| Canada      | 8                  |
| Europe      | 29                 |
| Irlande     | 19                 |
| Japon       | 2                  |
| Royaume-Uni | 14                 |

| États-Unis                      | Meilleure position |
| ------------------------------- | ------------------ |
| États-Unis (Adult Contemporary) | 19                 |
| États-Unis (Hot 100)            | 4                  |
| États-Unis (R&B/Hip-Hop Songs)  | 42                 |